# Лаврич, Божидар
Божидар Лаврич (словен. Božidar Lavrič; 10 ноября 1899, Нова-Вас — 15 ноября 1961, Любляна) — словенский врач и политик.

## Краткая биография
До войны был председателем Ротари-клуба в Любляне. Член Коммунистической партии Словении с 1941 года, тогда же вступил в партизанское движение. Был арестован в 1942 году и пробыл в тюрьме до конца войны. После войны стал личным врачом Иосипа Броза Тито. С 1956 по 1958 годы ректор Люблянского университета. С 1950 года и до своей кончины — главный секретарь Словенской академии наук и искусств. В 1999 году были выпущены марки с изображением Божидара Лаврича.